# فرانك ماكنتاير (لاعب كرة قاعدة)
فرانك ماكنتاير (بالإنجليزية: Frank McIntyre)‏ هو لاعب كرة قاعدة أمريكي، ولد في 12 يوليو 1859 في والد ليك في الولايات المتحدة، وتوفي في 8 يوليو 1887 في ديترويت في الولايات المتحدة.